# Niccolò di Piero Lamberti

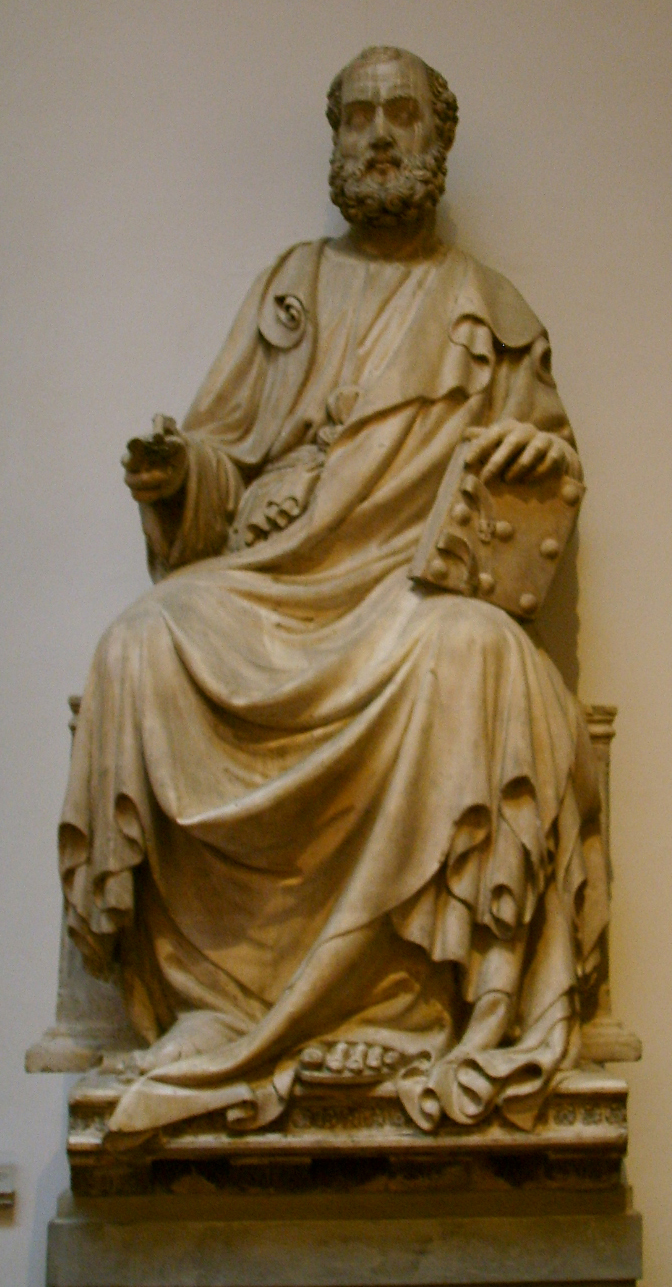
Opera del duomo (FI), Niccolò di Pietro Lamberti, San Marco, 1410-1415 circa

Niccolò di Piero Lamberti, noto anche col soprannome il Pela (Firenze, 1370 circa – 1425 circa), è stato uno scultore e architetto italiano.

## Biografia
Poco si conosce della vita. Si sposò a Firenze nel 1392. Lavorò a lungo nel cantiere del Duomo di Firenze, Santa Maria del Fiore, collaborando con Pietro di Giovanni Tedesco, Giovanni d'Ambrogio e Jacopo di Piero Guidi. Anche suo figlio, Piero di Niccolò Lamberti (1393-1435), è stato scultore. Nel 1415 Niccolò si trasferì a vivere e lavorare a Venezia, dove lo raggiunse presto il figlio. Qui realizzò il coronamento della facciata della basilica di San Marco.

## Opere
- Facciata tardo gotica del Duomo di Prato (1386-1457)
- Due Dottori della Chiesa, già sulla facciata del Duomo di Santa Maria del Fiore ed oggi al museo dell'opera del Duomo di Firenze, 1395-1401 circa.
- San Luca, già nel tabernacolo dell'Arte dei Giudici e Notai di Orsanmichele, rimossa nel XVI secolo e oggi al Bargello, 1404-1406.
- San Jacopo, già nel tabernacolo dell'Arte dei Vaiai e Pellicciai di Orsanmichele, oggi nel Museo di Orsanmichele, 1415 circa.
- San Marco evangelista per la facciata di Santa Maria del Fiore, oggi nel Museo dell'Opera del Duomo di Firenze, 1408-1415 circa.
- San Marco evangelista e altre figure per la facciata occidentale della Basilica di San Marco a Venezia, 1415-1420 circa